# Czas własny

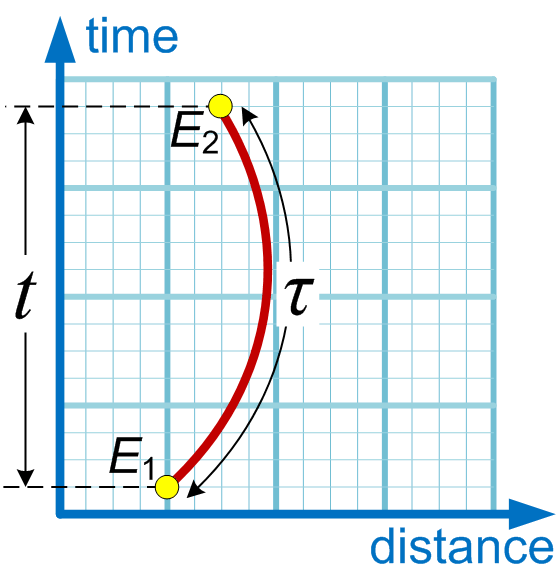
(1) Pionowy odcinek reprezentuje czas jaki minął pomiędzy dwoma zdarzeniami czasoprzestrzennymi i mierzony przez obserwatora w układzie inercjalnym. (2) Czerwona krzywa między punktami i – to trajektoria w czasoprzestrzeni (linia świata) układu nieinercjalnego; jej tzw. pseudodługość jest wielkością niezmienniczą (skalarną) równa czasowi własnemu, mierzonemu zegarem poruszającym się, pomnożonemu przez prędkość światła Czas własny jest mniejszy niż czas t – mimo że długość krzywej w przestrzeni euklidesowej byłaby większa niż odcinek pionowy czasu t, to w przestrzeni Minkowskiego jest inaczej – bo jest to przestrzeń nieeuklidesowa.

Czas własny – czas {\displaystyle \tau } wskazywany przez zegar poruszający się wraz z ciałem. Czas własny pomnożony przez prędkość światła jest równy długości linii świata ciała pomiędzy zdarzeniem włączenia zegara a jakimś zdarzeniem późniejszym. Linia świata jest krzywą, jaką kreśli w 4-wymiarowej czasoprzestrzeni poruszające się ciało. Ponieważ długość krzywej mierzona między dowolnymi punktami w czasoprzestrzeni jest niezmiennikiem przekształceń Lorentza (dokładniej: jest wielkością geometryczną czasoprzestrzeni generowanej przez grupę przekształceń Lorentza), to i czas własny jest niezmiennikiem.
(Dokładniej: grupa transformacji Lorentza generuje geometrię 4-wymiarową – wg ujęcia geometrii przez program erlangeński Kleina).
Pojęcie czasu własnego wprowadza szczególna teoria względności oraz ogólna teoria względności.

## Związek między czasem własnymτ{\displaystyle \tau }a czasemt{\displaystyle t}
Jeżeli cząstka porusza się ruchem dowolnie zmiennym, to upływ czasu własnego {\displaystyle \tau } będzie różnił się od upływu czasu {\displaystyle t,} jaki zostanie zmierzony zegarami w układzie spoczynkowym, oddzielającym dwa zdarzenia {\displaystyle E_{1},E_{2}} na linii świata cząstki (patrz rysunek).
Znajdziemy związek między tymi czasami.

### Opis ruchu w układzie spoczynkowym
Niech cząstka porusza się w czasoprzestrzeni po trajektorii, którą w układzie nieruchomym opisuje wektor styczny
{\displaystyle x^{0}=x^{0}(t),\ x^{1}=x^{1}(t),\ x^{2}=x^{2}(t),\ x^{3}=x^{3}(t).}
Dwu punktom krzywej
{\displaystyle \mathbf {x} (t)=[x^{0}(t),x^{1}(t),x^{2}(t),x^{3}(t)]}
oraz
{\displaystyle \mathbf {x} (t+dt)=\mathbf {x} (t)+d\mathbf {x} (t)=\mathbf {x} (t)+[dx^{0}(t),dx^{1}(t),dx^{2}(t),dx^{3}(t)]}
związanym z upływem czasu {\displaystyle dt} odpowiada różniczkowe przemieszczenie się cząstki w czasoprzestrzeni {\displaystyle ds}(zwane interwałem czasoprzestrzennym), takie że
{\displaystyle ds^{2}\equiv |d\mathbf {x} |^{2}=c^{2}dt^{2}-dx(t)^{2}-dy(t)^{2}-dz(t)^{2}.}

### Opis ruchu w układzie poruszającym się
W szczególnej teorii względności postuluje się, że interwał jest niezmiennikiem, tj. jest wielkością geometryczną, a więc niezależną od tego w jakim układzie współrzędnych się ją wyraża. Dlatego w układzie poruszającym się interwał ten jest taki sam; wyraża go wzór
{\displaystyle ds^{2}=c^{2}d\tau ^{2}-(dx'^{2}+dy'^{2}+dz'^{2}),}
przy czym {\displaystyle d\tau } – upływ czasu w układzie poruszającym się, oraz
{\displaystyle dx'=dy'=dz'=0,}
gdyż cząstka spoczywa w swoim układzie. Stąd dostaniemy
{\displaystyle ds=c\,d\tau .}
Ostatni wzór oznacza, że:
Różniczkowy upływ czasu własnego {\displaystyle d\tau } danego ciała mnożony przez prędkość światła jest równy długości różniczkowej {\displaystyle ds} linii świata tego ciała, kreślonej w czasoprzestrzeni.
Tym samym różniczka
{\displaystyle d\tau ={\frac {ds}{c}}}
jest również niezmiennikiem relatywistycznym podobnie jak interwał {\displaystyle ds.}

### Związek między różniczkami czasudτ{\displaystyle d\tau }adt{\displaystyle dt}
Podstawiając do wzoru {\displaystyle d\tau ={\frac {ds}{c}}} wyrażenie na interwał {\displaystyle ds} wyrażony przez współrzędne w układzie spoczywającym
{\displaystyle ds(t)={\sqrt {c^{2}dt^{2}-(dx(t)^{2}+dy(t)^{2}+dz(t)^{2})}}}
otrzymamy
{\displaystyle d\tau ={\frac {\sqrt {c^{2}{\text{d}}t^{2}-(dx^{2}+dy^{2}+dz^{2})}}{c}}.}
Wyciągając {\displaystyle cdt} przed nawias otrzymamy:
{\displaystyle d\tau ={\sqrt {1-{\frac {1}{c^{2}}}\left[\left({\frac {dx}{dt}}\right)^{2}+\left({\frac {dy}{dt}}\right)^{2}+\left({\frac {dz}{dt}}\right)^{2}\right]}}dt,}
czyli
{\displaystyle d\tau ={\sqrt {1-{\frac {v(t)^{2}}{c^{2}}}}}dt.}
Ponieważ prędkość ciała jest zawsze mniejsza niż {\displaystyle c,} to z powyższego wzoru wynika, iż:
Różniczkowy upływ czasu własnego {\displaystyle d\tau } mierzony zegarem poruszającym się z ciałem podczas infinitezymalnego przemieszczenia się ciała w czasoprzestrzeni {\displaystyle ds} jest zawsze mniejszy niż różniczkowy upływ czasu {\displaystyle dt} mierzony w układzie spoczywającym, rejestrującym to przemieszczenie się ciała.

### Związek między czasemτ{\displaystyle \tau }at{\displaystyle t}
Całkowity czas własny, jaki upłynął pomiędzy zdarzeniami {\displaystyle E_{1}} i {\displaystyle E_{2}} obliczy się jako całkę
{\displaystyle \tau =\int d\tau =\int _{t_{1}}^{t_{2}}{\sqrt {1-{\frac {v(t)^{2}}{c^{2}}}}}dt,}
gdzie {\displaystyle t_{1},t_{2}} – wskazania zegarów spoczywających, gdy zaszły zdarzenia {\displaystyle E_{1}} i {\displaystyle E_{2}.}
Ostatecznie mamy wyrażenie na związek między upływem czasu {\displaystyle \tau } w układzie poruszającym się:
{\displaystyle \tau =\int _{t_{1}}^{t_{2}}{\frac {dt}{\gamma (t)}},}
gdzie:
{\displaystyle \gamma (t)\equiv {\frac {1}{\sqrt {1-{\frac {v(t)^{2}}{c^{2}}}}}}} – czynnik Lorentza zależny od chwilowej prędkości układu poruszającego się.
Ponieważ {\displaystyle 1/\gamma (t)} jest zawsze mniejsze lub równe jedności, to:
Czas własny, upływający między dwoma zdarzeniami na linii świata danego ciała, jest zawsze mniejszy niż czas upływający między tymi dwoma zdarzeniami, zmierzony w układzie spoczywającym.
Gdy prędkość ciała poruszającego się jest stała, to {\displaystyle \gamma =const} i otrzymamy prosty wzór na dylatację czasu w przypadku ruchu jednostajnego:
{\displaystyle \tau ={\frac {t}{\gamma }}.}

## Czas własny w ogólnej teorii względności
Czas własny w ogólnej teorii względności definiuje się następująco: niech dana będzie rozmaitość pseudoriemannowska w której zdefiniowano lokalny układ współrzędnych krzywoliniowych {\displaystyle x^{\alpha },} wyposażona w tensor metryczny {\displaystyle g_{\mu \nu }(x^{\alpha }).} Cząstka porusza się po krzywej danej równanie parametrycznym {\displaystyle x^{\alpha }(\lambda ).} Zależność czasu własnego {\displaystyle \tau } między włączeniem zegara własnego cząstki, a dowolnym zdarzeniami późniejszym wzdłuż linii świata {\displaystyle P} cząstki określa interwał
{\displaystyle \tau =\int _{P}\,d\tau =\int _{P}{\frac {1}{c}}{\sqrt {g_{\mu \nu }\;dx^{\mu }(\lambda )\;dx^{\nu }(\lambda )}}.}
Wyrażenie to jest niezmiennicze ze względu na zmianę układu współrzędnych. W płaskiej czasoprzestrzeni wyrażenie to redukuje się do wzoru podanego wyżej.
W układzie cząstki mamy 4-wektory położeń cząstki w chwilach {\displaystyle \tau } oraz {\displaystyle \tau +d\tau } odpowiednio {\displaystyle \mathbf {x} (\tau )=[x'^{0}(\tau ),0,0,0]} oraz {\displaystyle \mathbf {x} (\tau +d\tau )=\mathbf {x} (\tau )+[dx'^{0}(\tau ),0,0,0].}
Stąd otrzymamy
{\displaystyle \tau =\int _{P}d\tau =\int _{P}{\frac {1}{c}}{\sqrt {g_{00}(\mathbf {x} )}}dx'^{0}.}
Wyrażenie to uogólnia wcześniej podany wzór na związek między czasem własnym a różniczką współrzędnej czasowej {\displaystyle dx'^{0}} w układzie poruszającym się.